# Јурика (Северна Каролина)
Јурика (енгл. Eureka) град је у америчкој савезној држави Северна Каролина.

## Демографија
По попису из 2010. године број становника је 197, што је 47 (-19,3%) становника мање него 2000. године.
| Група             | 2000.       | 2010.       |
| Белци             | 177 (72,5%) | 137 (69,5%) |
| Афроамериканци    | 58 (23,8%)  | 50 (25,4%)  |
| Азијати           | 0 (0,0%)    | 0 (0,0%)    |
| Хиспаноамериканци | 9 (3,7%)    | 7 (3,6%)    |
| Укупно            | 244         | 197         |